# Régny
Régny este o comună în departamentul Loire din sud-estul Franței. În 2009 avea o populație de 1.548 de locuitori.

## Evoluția populației
| An        | 1975  | 1982  | 1990  | 1999  | 2006  | 2009  |
| --------- | ----- | ----- | ----- | ----- | ----- | ----- |
| Populație | 2.131 | 2.041 | 1.805 | 1.617 | 1.530 | 1.548 |